# ノッテ・フェリーチェ〜楽しい夜のショッピング〜
『ノッテ・フェリーチェ〜楽しい夜のショッピング〜』（ノッテ・フェリーチェ たのしいよるのショッピング）は、2009年4月1日深夜（4月2日未明）から同年9月30日深夜（10月1日未明）まで関西テレビで放送されていた関西テレビハッズ制作のテレビショッピングである。放送時間は毎週水曜 26:30 - 27:00 （木曜 2:30 - 3:00）。
20代から30代の女性層をターゲットにした番組で、関西を中心に活動しているラジオDJ・タレントのU.K.と三線奏者の上間綾乃がMCを務めていた。商品プレゼンター・リポーターは20代の女性5人で、彼女たちがファッション雑貨・化粧品・生活雑貨・食品などのあらゆるジャンルの商品を紹介していた。ノッテ・フェリーチェ (Notte Felice) とは、イタリア語で「楽しい夜」という意味である。
6月以降、『真夜中市場〜ハイヒールの眠れない夜〜』にもデモンストレータとして出演している30代の女性タレントが商品紹介を担当するなどのテコ入れが図られたが、同年秋の改編を機に終了した。

## 出演者

### MC
- U.K.
- 上間綾乃

### プレゼンター・リポーター
- 安藤輝子
- 各務恵理菜
- 藤村えみり
- 舩原枝里香
- 楊琳

## スタッフ
- 構成：澤田征士
- 制作：木藤洋
- プロデューサー：増田幸一郎
- ディレクター：西川達也、中野公樹、武市暢、中村吉孝
- 技術協力：エキスプレス、ハートス、ウエストワン
- 制作協力：メディアプルポ
- 制作著作：関西テレビハッズ